# تومويوكي دان
تومويوكي دان (檀臣幸 دان تومويوكي)؛ (6 أغسطس 1963 - 10 أكتوبر 2013)، ممثل ياباني.

## وفاته
توفي من تسلخ الأبهر.

## أدواره في الأنمي

### مسلسلات أنمي تلفزيونية
- البدلة المتنقلة فيكتوري جاندام - كرونيكل أشر
- ناروتو - كيسامي هوشيغاكي
- ناروتو شيبودن - كيسامي هوشيغاكي
- روك لي وأصدقائه النينجا - كيسامي هوشيغاكي
- إير جير - أستاذ أوريهارا
- سولتي راي - كيلي جونز
- جوشين إنبو - موجون
- أوكيكو فوريكابوتّيه 〜فصل بطولة الصيف〜 - تاكاشي أبيه
- الشمس التي تخترق الأوهام - كوجيرو هوندا
- المحقق كونان - ماتسو (حفلة في عيد الربيع)
- توريكو - برانتش التنغو (الصوت الأول)

## أدواره في ألعاب الفيديو
- ناروتو: باورفل شيبودن - كيسامي هوشيغاكي
- ناروتو شيبودن: ألتيميت نينجا ستورم ريفولوشن - كيسامي هوشيغاكي

## أدواره في الدبلجة اليابانية
- بداية الرجل الوطواط - بروس واين/باتمان
- الفارس الأسود - بروس واين/باتمان
- نهوض فارس الظلام - بروس واين/باتمان
- ليلة في المتحف - لاري دايلي
- ليلة في المتحف 2 - لاري دايلي
- المدمر: الخلاص - جون كونور
- ديفل - المحقق بودين
- فوق - هوّز
- السيد والسيدة سميث - مارتن
- نهوض الحراس - أرنب الفصح

## وصلات خارجية
- تومويوكي دان على موقع IMDb (الإنجليزية)
- تومويوكي دان على موقع قاعدة بيانات الفيلم (الإنجليزية)
- تومويوكي دان على موقع ANN person (الإنجليزية)